# Rangunia
Rangunia (en bengali : রাঙ্গুনিয়া) est une upazila du Bangladesh dans le district de Chittagong. En 1991, on y dénombrait 263 217 habitants.